# Sinagoga de Mondovì
La sinagoga de Mondovì se encuentra en Via Vico 65 y fue construida en la segunda mitad del siglo XVIII .
Tras el encierro de los judíos en los guetos decretado en las primeras décadas del siglo XVIII por Vittorio Amedeo II, no estaba permitido que elementos arquitectónicos sean visibles desde el exterior. Por lo tanto, se creó mediante la renovación de un alojamiento en el segundo y último piso.
Consta de cuatro salas diferenciadas: la sala de celebraciones, la sala de estudios, la terraza del mirador y el matroneo. Pequeño y ricamente amueblado, todavía conserva los muebles barrocos originales en madera dorada y lacada. Los marcos, paneles y columnas retorcidas, talladas a mano, son valiosas. El Arca de la Alianza, que contiene las tablas de la ley, y la Menora, se colocó en la pared orientada hacia Jerusalén. Se conservaron los catorce rollos de las Sagradas Escrituras y los cinco libros de la Torá, escritos en hebreo. Los candelabros están hechos de cristal. ElBimah, tallado en madera dorada, también es muy bello. Algunos bancos están dispuestos a lo largo de las paredes. Las seis falsas ventanas pintadas con pasajes de la Biblia y el falso entablamento floral del techo están finamente realizados.

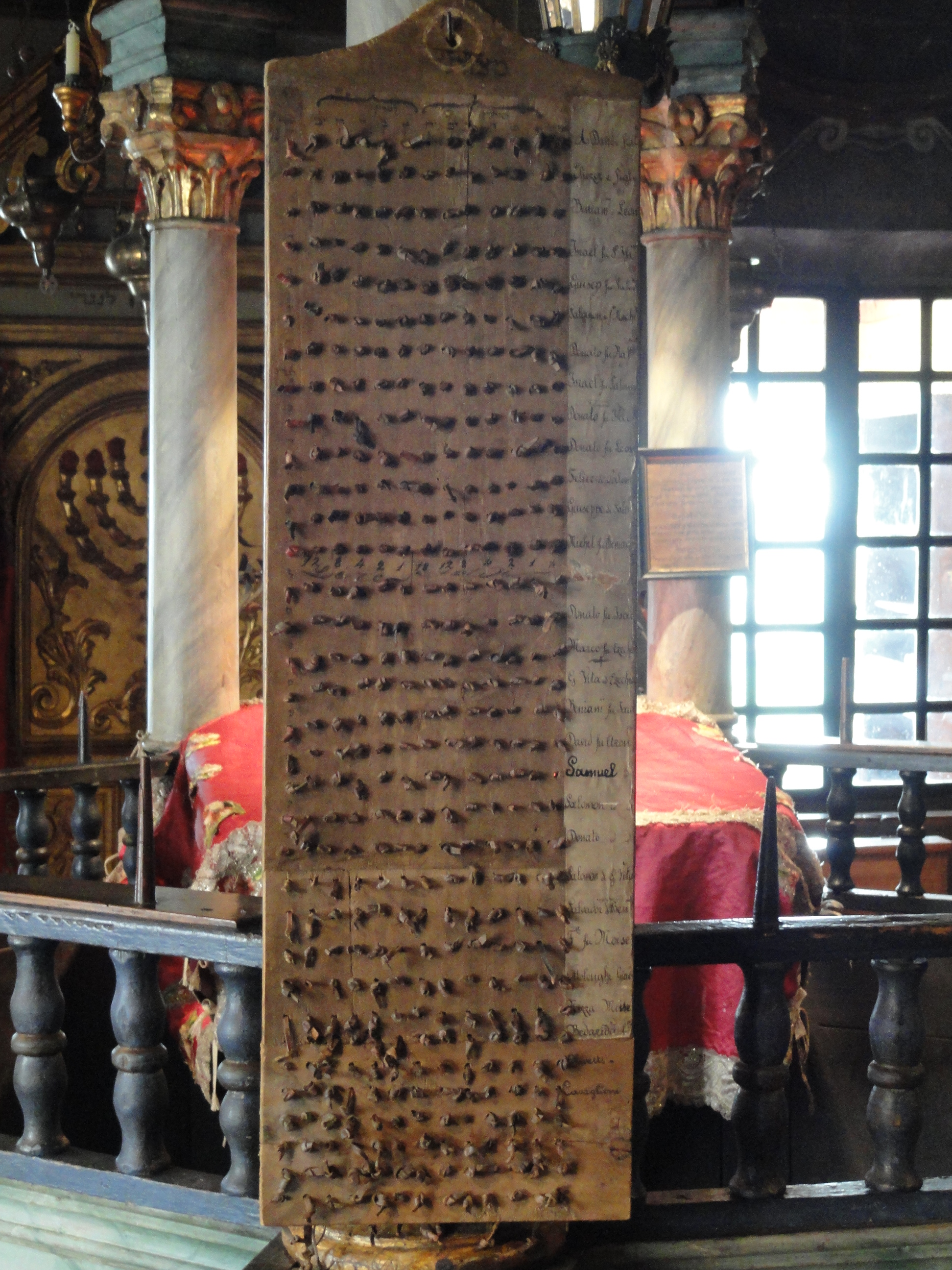
Sinagoga de Mondovì

En 1917 la comunidad de Mondovì se unió a la de Cuneo. Los documentos que se conservaron allí se trasladaron a Turín sobre la base de la Ley del 24 de junio de 1929, n. 115, sobre las disposiciones de los cultos admitidos, pasando a formar parte, con Real Decreto de 30 de octubre de 1930, de la comunidad judía de Turín, donde fue trasladado casi todo el material de archivo y los rollos de la ley.
El poco material que quedaba en la torre fue destruido en el bombardeo del 22 de noviembre de 1942. Entre los documentos conservados en Cuneo también se encuentran los del Fondo de la Comunidad Judía de Mondovì compuesto por 1277 unidades que cubren el período 1809-1916. Sin embargo, esta escasa documentación nos permite reconstruir la vida de la pequeña comunidad judía. En 1924 se celebró el último matrimonio.

## Otros proyectos
- Wikimedia Commons contiene imágenes u otros archivos de la sinagoga di Mondovì

- Datos: Q3508064
- Multimedia: Synagogue of Mondovi / Q3508064